# Phacelia bipinnatifida
Phacelia bipinnatifida là loài thực vật có hoa trong họ Mồ hôi. Loài này được Michx. miêu tả khoa học đầu tiên năm 1803.